# Pseudo-Démocrite
Le Pseudo-Démocrite est l'auteur d'un certain nombre de textes sur les vertus magiques des plantes et des pierres, les sympathies et l'alchimie, attribués  au philosophe  atomiste Démocrite d'Abdère (-460/-370), à partir du Ier siècle av. J.-C. de notre ère. Il est souvent identifié à Bolos de Mendès ou Bolos le démocritéen qui aurait vécu entre -250 et -115.
Sénèque attribue à Démocrite des réussites alchimiques ou simplement métallurgiques :
« Mais, voyons, vous oubliez que ce même Démocrite a inventé le moyen d’amollir l’ivoire, le moyen de convertir par la cuisson le caillou en émeraude, comme, de nos jours encore, on colore par le recuit toute pierre reconnue utilisable pour ce genre de travail. J’admets qu'un sage a trouvé ces secrets. »

## Physika kai Mystika
On dispose dans la Collection des alchimistes grecs de fragments d'un texte de recettes intitulé Physica et mystica (en grec φυσικὰ καὶ μυστικά (physica kai mystica)), attribué à Démocrite et commenté à la fin du IVe siècle av. J.-C. par un pseudo-Synésios, et qui se serait composé de « quatre livres sur les teintures : De l'or, De l'argent, Des pierres et du Porphyre». 

### Rapport entre le pseudo-Démocrite et Bolos de Mendès
« Les rapports entre Bolos et les Physica et Mystica ne sont pas universellement admis : Lagencrantz , Diels, Wellman, Festugière, Lindsay, affirment une influence lointaine de Bolos ; le rapport entre les deux œuvres est complètement nié par Hammer-Jensen, Kroll , Preisendanz.». Les études plus récentes ont conduit à rejeter cette hypothèse
Il est très similaires aux recettes des papyrus de Leyde et de Stockholm, avec lesquels ils constituent les premiers textes de nature alchimique connus.
Le pseudo-Démocrite déclare détenir son savoir d'Ostanès le Mage. Il relate ainsi sa découverte de textes contenant la sagesse ancestrale (topos qui donnera le mythe de la Table d'émeraude hermétique) :
« Alors que nous nous trouvions dans le temple, une petite colonne se brisa par hasard, dont nous constatâmes que l'intérieur était vide. Pourtant Ostanès affirma qu'en elle se trouvaient, précieusement conservés, les livres ancestraux, et il la fit voir en grande pompe à tout le monde. En nous penchant pour regarder à l'intérieur, nous eûmes la surprise de voir que nous avions laissé échapper quelque chose, car nous y découvrîmes ce mot si utile [attribué à Ostanès] : La nature se plaît dans la nature, la nature triomphe de la nature, la nature domine la nature.  »
 Cette maxime revient en leitmotiv à la fin des recettes.